# Sandi Morris
Sandi Morris (ur. 8 lipca 1992 w Downers Grove) – amerykańska lekkoatletka specjalizująca się w skoku o tyczce.
Srebrna medalistka mistrzostw panamerykańskich juniorów w Miramar (2011). W 2014 zdobyła złoto na młodzieżowych mistrzostwach NACAC. Rok później zajęła 4. miejsce na mistrzostwach świata. Na początku 2016 zdobyła srebro halowych mistrzostw świata w Portland. Wicemistrzyni olimpijska z Rio de Janeiro 2016.
Stawała na podium mistrzostw Stanów Zjednoczonych. Złota medalistka mistrzostw NCAA.
Rekordy życiowe: stadion – 5,00 (9 września 2016, Bruksela) 3. wynik w historii światowej lekkoatletyki; hala – 4,95 (12 marca 2016, Portland oraz 3 marca 2018, Birmingham) 3. wynik w historii światowej lekkoatletyki.

## Osiągnięcia
| Rok  | Impreza                              | Miejsce        | Lokata            | Wynik (m) |
| ---- | ------------------------------------ | -------------- | ----------------- | --------- |
| 2011 | Mistrzostwa panamerykańskie juniorów | Miramar        | 2. miejsce        | 4,05      |
| 2014 | Młodzieżowe mistrzostwa NACAC        | Kamloops       | 1. miejsce        | 4,40      |
| 2015 | Mistrzostwa świata                   | Pekin          | 4. miejsce        | 4,70      |
| 2016 | Halowe mistrzostwa świata            | Portland       | 2. miejsce        | 4,85      |
| 2016 | Igrzyska olimpijskie                 | Rio de Janeiro | 2. miejsce        | 4,85      |
| 2017 | Mistrzostwa świata                   | Londyn         | 2. miejsce        | 4,75      |
| 2018 | Halowe mistrzostwa świata            | Birmingham     | 1. miejsce        | 4,95      |
| 2018 | Puchar interkontynentalny            | Ostrawa        | 3. miejsce        | 4,85      |
| 2019 | Mistrzostwa Świata                   | Doha           | 2. miejsce        | 4,90      |
| 2021 | Igrzyska olimpijskie                 | Tokio          | el. – 16. miejsce | 4,40      |
| 2022 | Halowe mistrzostwa świata            | Belgrad        | 1. miejsce        | 4,80      |
| 2022 | Mistrzostwa świata                   | Eugene         | 2. miejsce        | 4,85      |
| 2023 | Mistrzostwa świata                   | Budapeszt      | 7. miejsce        | 4,65      |
| 2024 | Halowe mistrzostwa świata            | Glasgow        | 5. miejsce        | 4,65      |